# Joanna Kuryło
Joanna Kuryło (ur. 16 sierpnia 1995) – polska lekkoatletka specjalizująca się w skoku w dal.

## Kariera sportowa
Jest mistrzynią Polski w skoku w dal z 2019 i 2020
.
Złota medalistka halowych mistrzostw Polski w skoku w dal w 2019 oraz brązowa medalistka w tej konkurencji w 2020. Brązowa medalistka młodzieżowych mistrzostw Polski w 2015 w sztafecie 4 × 100 metrów.

## Rekordy życiowe
- skok w dal (stadion) – 6,39 m (25 sierpnia 2020, Chorzów)
- skok w dal (hala) – 6,26 m (3 lutego 2019, Spała)[1][2]